# میلوشیناتس
میلوشیناتس (به صربی: Milušinac) یک منطقهٔ مسکونی در صربستان است که در سوکوبانگا واقع شده‌است. میلوشیناتس ۳۸۲ نفر جمعیت دارد.